# 获月
获月，又译穑月、麦月，是法国共和曆的第十个月份。一般（对于某些年份有一两天的差异）对应于格里高利历的6月19日至7月18日，同时它也大致涵盖了太阳穿越黄道十二宫巨蟹座的时期。获月的前一個月是牧月，下一個月是热月。

## 获月每日的名稱表
1. 黑麦日
2. 燕麦日
3. 洋葱日
4. 婆婆纳日
5. 骡日
6. 迷迭香日
7. 黄瓜日
8. 分葱日
9. 苦艾日
10. 小镰刀日
11. 芫荽日
12. 大蓟日
13. 丁香日
14. 熏衣草日
15. 岩羊日
16. 烟草日
17. 醋栗日
18. 香碗豆日
19. 樱桃日
20. 围栅日
21. 薄荷日
22. 莳萝日
23. 菜豆日
24. 阿看草日
25. 珍珠鸡日
26. 鼠尾草日
27. 蒜日
28. 巢菜日
29. 小麦日
30. 芦笛日